# Лауттасаари
Лауттасаари (фин. Lauttasaari, швед. Drumsö) — финский остров, район Хельсинки.
Остров, в основном, представляет собой жилой район, в котором проживает 19 295 человек (2006). Из организаций сервиса здесь развиты пристани для яхт и каноэ-клубы. На острове сохранились лесные массивы и открытые скальные обнажения.
Название Лауттасаари буквально означает паромный остров, хотя в настоящее время остров соединён мостами и дамбами с Хельсинки и Эспоо.

## История
Лауттасаари раньше был частью района Хуопалахти, пока тот не был включён в состав города Хельсинки 1 января 1946 года.
В 1950-е годы на острове проводилось масштабное строительство. Среди прочего были построены школа и институт. 20 октября 1958 года открылась местная церковь.

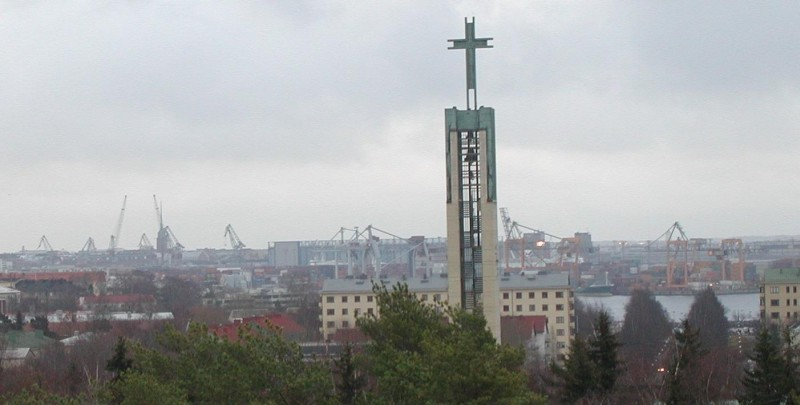
Церковь Лауттасаари
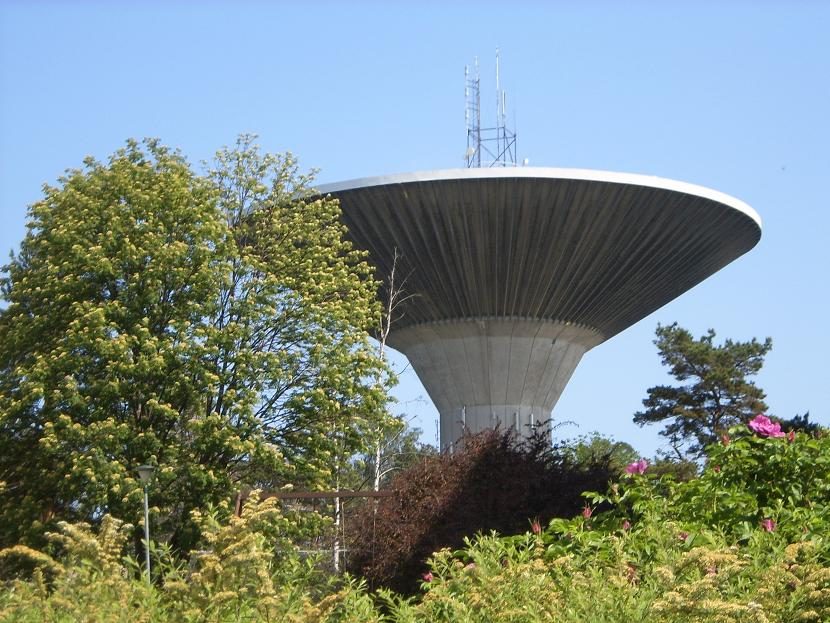
Водонапорная башня

В настоящее время в рамках расширения Хельсинкского метрополитена здесь строится новая станция «Лауттасаари».

## Территориальное подразделение
Остров делится на две части: южную Ваттуниеми и северо-западную Катаяхарю.
Ваттуниеми застраивался в 1950-е годы как промышленная зона. С 2000 года началась крупная перепланировка района, в результате которой были разрушены некоторые офисные и промышленные здания, а на их месте построены жилые кварталы.
В Катаяхарю преобладают частные жилые дома. Здесь проживает немало местных знаменитостей, в том числе известный финский хоккеист Теему Селянне.

Карта острова